# Lao (Tõstamaa)
Lao – wieś w Estonii, w prowincji Parnawa, w gminie Tõstamaa.